# Rogatek skrzydełkowaty
Rogatek skrzydełkowaty, rogatek płaskokolcowy (Ceratophyllum demersum var. platyacanthum (Cham.) Wimm.) – w różnych ujęciach systematycznych gatunek, podgatunek lub odmiana byliny z rodziny rogatkowatych (Ceratophyllaceae). Występuje na rozproszonych obszarach w Europie między Francją i zachodnią Rosją. Występuje w Polsce, ale jest bardzo rzadki.

## Morfologia
ŁodygaDo 90 cm długości.
LiścieSztywne, kruche, pojedynczo lub podwójnie widlastosieczne.
KwiatySzyjka słupka długości owocu lub dłuższa.
OwocJajowaty, skrzydełkowato obrzeżony, z dwoma długimi, prostymi kolcami i ząbkowanym skrzydełkiem między nimi.
Gatunek podobnyPodobne – sztywne i pojedynczo lub podwójnie widlastosieczne liście ma rogatek sztywny. Różni się on budową owocu, który u rogatka sztywnego nie jest oskrzydlony i jego kolce nie są spłaszczone.

## Biologia i ekologia
Bylina, hydrofit. Rośnie w wodach stojących. Kwitnie od lipca do września.

## Zagrożenia
Roślina umieszczona na Czerwonej liście roślin i grzybów Polski (2006) w grupie gatunków narażonych na wyginięcie (kategoria zagrożenia V). W wydaniu z 2016 roku otrzymała kategorię DD (stopień zagrożenia nie może być określony).